# Дуб Івана Франка (Коломия)
Дуб Іва́на Франка́ — ботанічна пам'ятка природи місцевого значення в Україні. Розташована в межах міста Коломия Івано-Франківської області, на вул. Івана Франка, біля будинку № 40. 
Площа 0,01 га. Статус надано згідно з рішенням обласної ради від 24.03.2011 року № 90-4/2011. Перебуває у віданні Коломийської міської ради. 
Статус надано з метою збереження одного екземпляра вікового дуба.